# George B. Kauffman
Pour les articles homonymes, voir Kauffman.
George Bernard Kauffman, né le 4 septembre 1930 à Philadelphie (Pennsylvanie) et mort le 2 mai 2020, à Fresno (Californie), est un chimiste américain, professeur de chimie à la California State University.

## Biographie
George B. Kauffman obtient son baccalauréat à l'université de Pennsylvanie et son doctorat de l'université de Floride.
Il a écrit plus de dix-sept livres et plus de 2 000 articles.

## Récompenses et distinctions
George B. Kauffman était boursier Guggenheim.
En 1978, il reçoit le Dexter Award for Outstanding Achievement in the History of Chemistry de l'American Chemical Society.